# 민욱 (당나라)
민욱(閔勗, ? ~ 886년)은 중국 당나라 말기에 활약했던 군벌로, 882년부터 886년까지 호남관찰사(湖南觀察使. 재위 882년 ~ 883년)・흠화군 절도사(재위 883년 ~ 886년)로서 그 본거지였던 담주(潭州. 현 후난성 창사 시)를 비롯한 지금의 후난성 일대의 대부분 지역을 지배하였으나, 886년에 암살당하였다. 자는 공근(公謹).

## 생애

### 호남 일대를 점거하다
민욱의 출신 배경에 관해서는 전혀 알려진 것이 없다. 당나라의 정사인 《구당서》와 《신당서》에서도 그에 관한 열전이 수록되어 있지 않을 정도이다. 알려진 것은 그가 원래 강서도(江西道. 현 장시성 일대)의 장수였다는 것이다. 881년경, 그가 지휘하는 군대는 인근 호남도(湖南道. 현 후난성)에 주둔해 있었다. 이듬해인 882년 초에 들어서 민욱은 그의 임무가 어느 정도 마무리되어 가자, 군사들을 이끌고 강서도로 돌아가게 되었다. 도중에 그는 호남도의 본거지인 담주(潭州. 현 후난성 창사 시)를 지나게 되었다. 그곳에 있는 동안, 그는 호남관찰사(湖南觀察使) 이유(李裕)를 축출하여 자력으로 호남도를 탈취하였고, 마침내 유후(留後)를 자칭하기에 이르렀다.

### 호남 일대의 지배자

#### 호남관찰사 시대
882년 5월, 당 희종 치세 하의 조정에서는 민욱의 호남 지배를 승인할 수밖에 없었다. 《자치통감》에서는 당시 그의 직위가 정식으로 임명된 상태의 관찰사로 되어 있다. 관찰사에 취임한 이후, 그는 자신의 지위를 보다 권위가 가장 강한 지위인 절도사로 승격시켜 줄 것을 여러 차례 조정에 요구하였다. 그러나 조정에서는 민욱의 이와 같은 요구를 들어주는 것이 여러 다른 도(道)의 관찰사들로 하여금 절도사로 지위를 승격시켜 달라고 요구하도록 이끌어 나갈 것을 두려워하여 이를 허락하지 않았다.
마침, 강서 관하의 무주자사(撫州刺史. 현 장시성 푸저우시) 종전이 강서관찰사(江西觀察使) 고무경(高茂卿)을 축출하고 강서도의 본거지인 홍주(洪州. 현 장시성 난창 시)를 점거해 버린 사건이 일어났다. 이에 앞서 종전은 농민 반란군 수령이었던 왕선지가 강서를 침공해 왔을 당시 관군 진영에 가담하여 협조한 공로로, 조정으로부터 무주자사에 임명되었었다.
이에 조정에서는 민욱과 종전이 서로 대립하여 분쟁을 일으키기를 바랐다. 또한, 민욱이 원래 강서아장(江西牙將)으로 있었기 때문에, 강서도를 진남군(鎭南軍)으로 승격시키고 민욱을 진남군 절도사(節度使)로 삼아 그에게 강서로 돌아가서 종전을 추방하라는 명령을 내렸다. 만약 종전이 대신 추방 명령을 받지 않으면, 이로 인하여 민욱으로 하여금 종전을 토벌하게 함으로써 양측 모두를 서로 공멸시킬 작정이었다. 이같은 조정의 의도를 알게 된 민욱은 이를 사양하고 부임하지 않았으며, 그의 군대를 이동시키는 것조차 거부하였다.

#### 흠화군 절도사시대
883년 8월, 희종은 호남관찰사를 절도사(節度使)로 승격시키고 흠화군(欽化軍)의 군호(軍號)를 하사하였다. 이에 따라, 민욱은 마침내 자신이 그토록 열망하던 절도사의 자리에 오르게 되었다. 이와 동시에 조정으로부터 검교상서우복야(檢校尙書右僕射)의 재상 직함을 추가로 하사받았고, 강서 장수로 있었을 때부터 줄곧 자신을 섬겨 왔던 부하 장수 등처눌을 소주자사(邵州刺史. 현 후난성 사오양 시)로 임명하였다.

### 최후
886년 7월, 표면상 민욱의 휘하에 있던 형주자사(衡州刺史. 현 후난성 헝양 시) 주악이 군대를 발동하여 담주를 공격해 왔다. 이때, 황호(黃皓)라는 자가 그곳에 있었다. 그는 당시 채주(蔡州. 현 허난성 주마뎬 시)에서 황제를 자칭했던 하남 일대의 유력 군벌 진종권의 휘하 장수 중 한 사람이었다. 사서에서는 이유가 명확하지 않지만, 민욱은 주악의 공격을 방어하기 위한 지원군으로서 황호를 담주성으로 초청하여 그와 함께 담주성의 수비에 들어갔다.
그런데 막상 황호가 담주성에 입성하자, 그는 마침내 민욱을 죽이고 담주를 점거하였다. 그 직후, 그 소식을 들은 주악이 급히 달려와서 담주성을 공격하여 이를 함락시켰다. 이어서 황호를 사로잡아 그를 죽이고 흠화군 번진(藩鎭)을 점거하였다. 이후 흠화군은 다시 무안군(武安軍)으로 명칭이 변경되었고, 주악은 그 초대 무안군 절도사의 자리에 오르게 되었다.

## 참고 자료
- 《신당서》 제186권 - 열전(列傳) 제111권
- 《자치통감》 제254권・제255권・제256권

| 전임 이유(李裕) | 호남관찰사 882년 ~ 883년 | 후임 흠화군 절도사로 승격 |

| 전임 호남관찰사에서 승격 | 흠화군 절도사 883년 ~ 886년 | 후임 무안군 절도사로 개칭 |